# 無終止密碼子媒介式分解

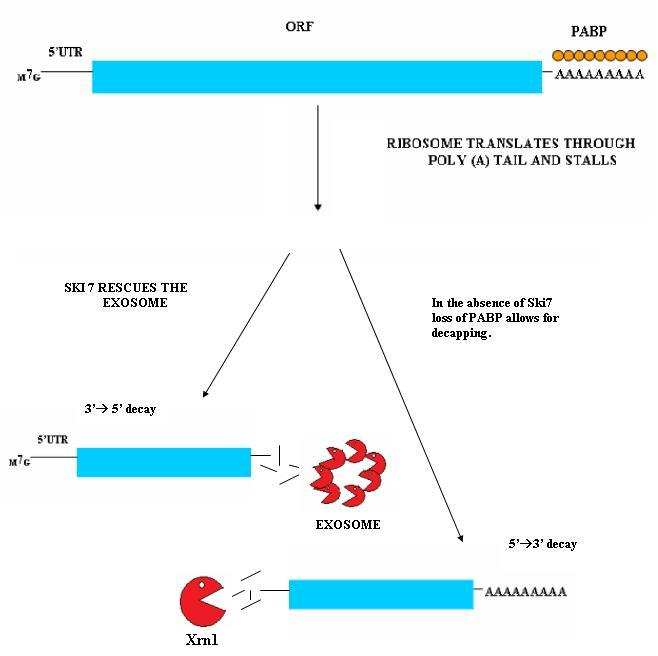
酵母菌中的兩種無終止密碼子媒介式分解（NSD）途徑示意圖

無終止密碼子媒介式分解（Non-stop decay，簡稱NSD）為真核生物細胞移除不含終止密碼子的異常mRNA之機制。核糖體轉譯不具終止密碼子的mRNA（可能因突變、多腺苷酸化位點異常、在開放閱讀框中間被切割等原因產生）後，會繼續轉譯mRNA的3'非轉譯區（3'UTR），最後停滯於其末端的多聚腺苷酸尾而無法正常脫離，核糖體轉譯多聚腺苷酸尾時會合成帶正電的多離氨酸序列，也會使多肽鏈與帶負電的rRNA互動而停滯於核糖體的多肽通道中。
核糖體停滯發生後，細胞會啟動無終止密碼子媒介式分解途徑（NSD），Ski7蛋白（酵母菌）或Hbs1及Dom34蛋白（哺乳類等）會前來與停滯的核糖體結合，將其自mRNA上釋出，再由外切體複合物將mRNA降解移除；另外酵母菌還有另一不使用ski7蛋白的NSD途徑，即核糖體轉譯造成多聚腺苷酸結合蛋白（PABP）自多聚腺苷酸尾脫落，進而造成5′端帽也跟著脫落、mRNA被外切酶xrn1降解移除。

## 註腳
1. ↑  這兩種蛋白也被用於轉譯停滯分解途徑（NGD）中[2]。